# Cahiers
Ne doit pas être confondu avec les Cahiers Simone Weil (d), revue trimestrielle de l'Association pour l'étude de la pensée de Simone Weil (d).
Les Cahiers sont un ensemble de notes et de réflexions consignées par la philosophe française Simone Weil entre 1933 et 1943, publiés à partir de 1950 en plusieurs volumes chez deux éditeurs différents, Plon et Gallimard. Une édition critique en quatre volumes a paru au tome VI des Œuvres complètes de l'autrice chez Gallimard entre 1994 et 2006.

## Composition
Parallèlement à ses textes ou ses ébauches de textes destinés à des revues ou des correspondants, Simone Weil a rempli dix-huit cahiers de notes et de réflexions touchant à une multitude de sujets : philosophie, politique, histoire, science, littérature et, avant tout, religion et spiritualité. Ces manuscrits, sous leur forme matérielle, sont de modestes cahiers à feuilles lignées dans lesquels les étudiants prennent habituellement leurs notes de cours, à l'exception de quelques carnets à couverture rigide parfois couverte de moleskine. Les plats et les contreplats sont ornés par Weil d’inscriptions diverses : figures géométriques, dessins et, surtout, une multitude de citations en sanscrit, grec ancien, latin et allemand, plus rarement en français. Les cahiers matériels, comme tous les manuscrits de Weil, sont conservés par le Fonds Simone Weil de la Bibliothèque nationale de France.
Les cahiers, en tant que chantier ou instrument de travail, constituaient l'atelier de la pensée de Weil et n'étaient pas destinés à la publication, ne contenant que des esquisses spéculatives ou théoriques jamais complétées. Il n'en demeure pas moins que « lire les Cahiers de Simone Weil », comme l'écrit Florence de Lussy (d), « c'est participer, non sans exaltation, à une puissante marche en avant  de la pensée ». L'ensemble des cahiers témoigne en effet d'une pensée en acte, conformément à la conception que Weil se faisait de la philosophie, qui la situe dans la lignée des penseurs grecs et orientaux, pour qui la philosophie est à la fois sagesse pratique, exercice spirituel et connaissance de soi : « l'Orient et la Grèce » sont en effet selon elle « deux sources de sagesse et de sérénité ». Il n'est pas anodin que les Pensées de Marc Aurèle aient été l'un de ses livres fétiches : on y trouve des réflexions adressées « à soi-même », visant à clarifier sa propre action dans le monde et sa situation, tout autant que sa conception du monde.
Weil définit la philosophie comme « une transformation de l'être », « un travail sur soi » et donc « une vertu » ; c'est « une certaine manière de concevoir le monde, les hommes et soi-même », ce qui implique aussi « une certaine manière de sentir et d'agir, et cela à tous les instants, dans toutes les circonstances de la vie ». La philosophie n'est pas, selon Weil, une activité purement intellectuelle ou spéculative indépendante de l'existence vécue ; en elle se rejoignent la théorie et la pratique, et la pensée n'y est pas coupée de l'action ou du sentiment. D'où cette idée, chez elle, que la philosophie est une « chose exclusivement en acte et en pratique » et que, précisément pour cette raison, il est difficile d'écrire de la philosophie, puisqu'il s'agit d'exprimer par le langage des vérités qui, par nature, ne peuvent être connues par la seule raison, mais doivent être acceptées inconditionnellement et exprimées par des actes concrets. La philosophe tente ainsi, pour elle-même, d'élucider le sens de sa pensée et de ses actes, mais aussi de ces vérités fondamentales qui échappent en partie à la raison.

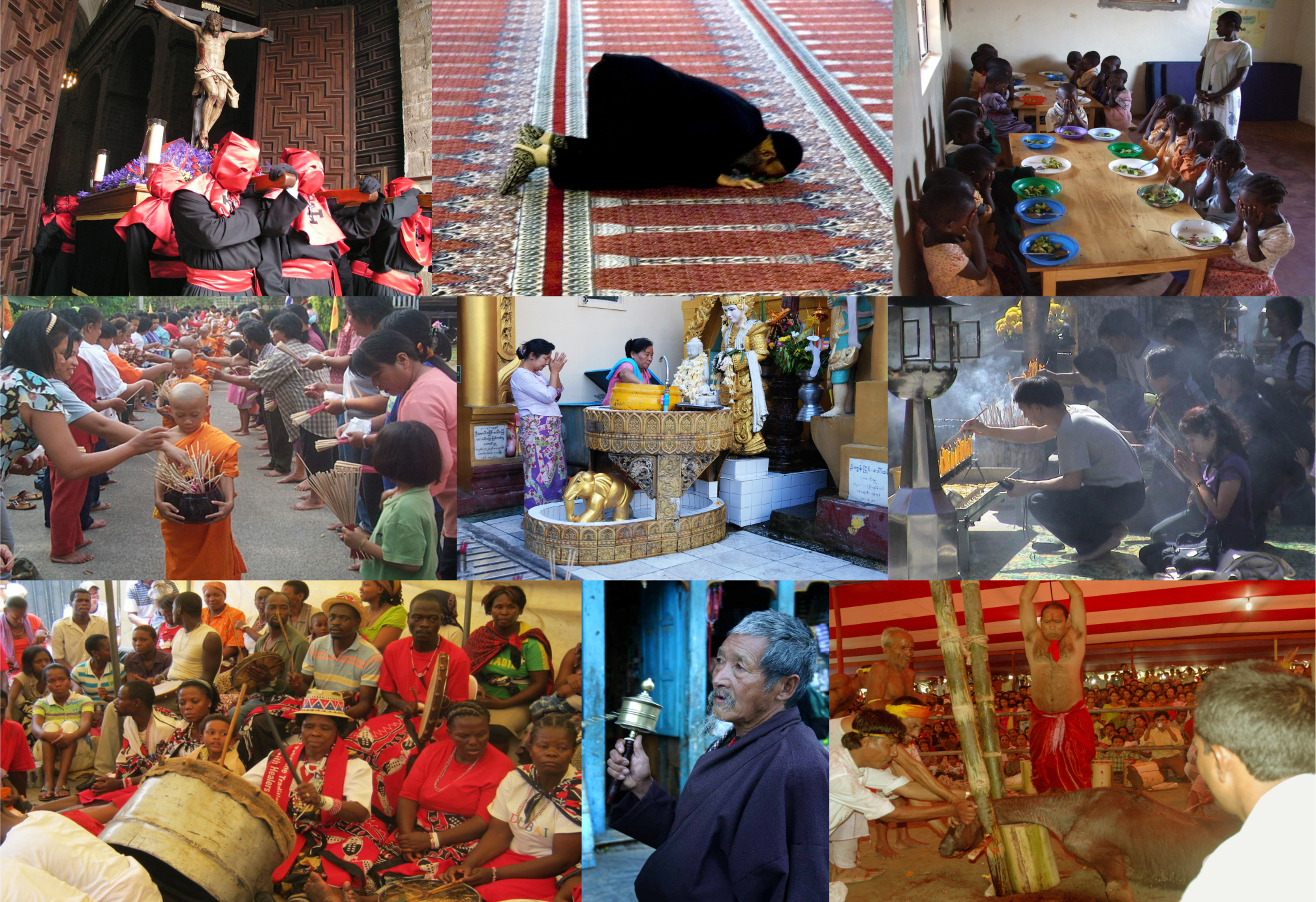
Dans ses Cahiers, Simone Weil se penche sur la signification des diverses croyances et expériences religieuses, afin d'en dégager un fondement qu'elle pense commun à toutes les religions.

Les Cahiers rassemblent par ailleurs une suite de remarques dans lesquelles Weil développe une « métaphysique religieuse » qui ne recule pas devant l’évidence d’une réelle unité sous-jacente aux diverses pensées religieuses, qu’elles soient occidentales ou orientales, anciennes ou modernes. Dans cette métaphysique ou cette mystique, à la fois très personnelle et tout à fait universelle, où elle articule, entre autres, les concepts de décréation, d’action non agissante et d’attention, Weil fait aussi une place à l’amour, au désir, à la souffrance, au malheur, à la joie et à la beauté. La philosophe se penche ainsi sur la signification des différentes croyances religieuses, afin d'en dégager un fondement qu'elle pense être commun à toutes les religions, lequel résiderait dans une réalité transcendante. Elle distingue toutefois l'expérience du divin proprement dite de toute forme de croyance, dans la mesure où l'expérience constitue un accès direct à la transcendance. Les Cahiers gagnent à être lus en parallèle avec les textes écrits à la même période que les réflexions qui y sont consignées : ils permettent de saisir l’arrière-plan métaphysique et spirituel à partir duquel ses textes de circonstance, ancrés dans l’actualité socio-politique et historique, doivent être lus et compris.
Les cahiers sont souvent nommés selon leur lieu de rédaction, si l'on exclut le premier cahier, datant de 1933-1935, qui contient surtout des notes de lecture et des ébauches pour l'article qui deviendra les Réflexions sur les causes de la liberté et de l'oppression sociale. Les cahiers ont en effet été remplis à des endroits précis, qui scandent les dernières années de la vie de Simone Weil : les cahiers II à XII, avec les cahiers inédits I et II, forment les Cahiers de Marseille (1940-1942), les cahiers XIII à XVII les Cahiers de New York (1942) et le dernier le Carnet de Londres (1942-1943). Le début du cahier XIII contient cependant des notes prises alors que Weil était encore à Marseille.
Dans l'ensemble, les cahiers mêlent le plus souvent les spéculations théologiques, les idées ou les réflexions religieuses et spirituelles, les calculs ou les théories scientifiques, les ébauches de textes, les citations en langue originale et les traductions, ainsi que les notes de lecture de Weil, qui utilisait les pages en entier, n'hésitant pas à écrire dans les marges et à couvrir d'écriture, de dessins ou de figures les plats, les contreplats et les pages de garde.

### Cahier I (1933 - 1935)
Le premier cahier est le seul que Weil ait tenu avant la guerre. L'indication « 1933-34 » sur la couverture n'est pas tout à fait exacte : au milieu du cahier ont été transcrits des chants de soldats et de marins, placés en annexe au volume 1 des Cahiers, qui le séparent en deux parties : l'une qui précède la période en usine, l'autre qui la suit immédiatement. Ce cahier n'est pas utilisé lors de la période en usine, entre décembre 1934 et août 1935, le Journal d'usine étant consigné dans un autre cahier. Les dernières pages reviennent toutefois aux années 1933-1934 : Weil analyse l'article de Julius Dickmann paru dans La Critique sociale en septembre 1933 et amorce son propre article qui se transformera en essai, les Réflexions sur les causes de la liberté et de l'oppression sociale. Les marges comportent des pensées que Weil s'adresse le plus souvent à elle-même, ajoutées transversalement mais se poursuivant parfois sur une ou deux pages en continu ; leur caractère intime (certaines sont codées et des initiales sont caviardées pour éviter toute identification) rompt avec les réflexions de nature philosophique, c'est-à-dire impersonnelle, notées de façon habituelle. Ces pensées portent sur la valeur et les difficultés de l'amitié, ainsi que sur les tentations qu'il faut éviter ; elles occupent une section distincte, à la suite du Cahier I. Quelques notes relatives à ses articles sur Hitler et l'Allemagne ont été ajoutées, probablement en 1938. Weil a mis la mention « ne compte pas » sur la couverture, peut-être en raison de son contenu disparate et des remarques très personnelles qui s'y trouvent, ou pour exclure ce cahier des travaux plus officiels qu'elle voulait poursuivre et approfondir par la suite.

### Cahiers inédits I et II (mi-septembre 1940 - janvier 1941)
En juin 1940, Simone Weil et ses parents quittent Paris qui est désormais sous l'occupation allemande. La philosophe se procure un cahier d'écolier lors de son séjour à Vichy et recompose sa pièce de théâtre, Venise sauvée, qui restera inachevée. Elle achète d'autres cahiers lorsqu'elle est installée à Marseille avec ses parents, puis parvient à se faire envoyer de Paris ses livres, ses papiers et ses cahiers, utilisés ou vierges, accumulés pendant ses études à l'ENS. Les éditeurs ont jugé que deux des cinq cahiers remplis par Weil à cette période, dans lesquels s'entremêlent notes bibliographiques, notes de lecture, ébauches d'articles, réflexions et calculs, méritaient d'être publiés, d'où ces deux cahiers inédits, qui offrent un aperçu de l'atelier d'une pensée en cours d'élaboration, d'où naîtront « La Science et nous », l'« Essai sur la notion de lecture », « Quelques réflexions autour de la notion de valeur » et les « Réflexions à propos de la théorie des quanta », désormais publiés dans les Écrits de Marseille. Ces cahiers inédits sont encore des brouillons ou des versions préliminaires des cahiers « qui comptent ». Weil a en effet recopié dans le Cahier II certaines de ses réflexions sur la science occidentale qui avaient à ses yeux suffisamment de valeur pour être préservées.

### Cahiers II et III (janvier - début septembre 1941)
Ces cahiers sont officiellement les premiers de la série des Cahiers de Marseille. Après le Cahier II, encore marqué par les hésitations et la recherche des expressions adéquates à sa pensée, le Cahier III, qui lui fait immédiatement suite, montre que Weil a adopté « un rythme d'écriture et de pensée » ; sa réflexion se déploie désormais à l'aide de notions qui structurent celle-ci et lui servent de repères. Aussi, « les notes de lecture et les pages d'exercice » disparaissent peu à peu au profit de cette élaboration nouvelle de sa pensée. Weil utilise des sigles, qu'elle commence à ajouter dans les marges du cahier III et qu'elle cesse d'inscrire à partir du cahier VII, afin de repérer ces notions qu'elle explore de manière récurrente ; elle souhaitait de toute évidence classifier rétrospectivement ses pensées sur ces notions par groupes thématiques en vue d'un essai qui ne verra jamais le jour. Les cahiers seront numérotés de I à XI par Weil, qui les remettra à Gustave Thibon avant de quitter la France pour l'Amérique. Le cahier XI est d'ailleurs interrompu au dernier quart, alors que Weil a l'habitude de ne perdre aucun espace inscriptible. Elle en ouvre un nouveau, qu'elle numérote « 1 », soit comme le premier d'une nouvelle série, dans lequel elle commence à écrire alors qu'elle est encore à Marseille, poursuivant l'écriture dans un cahier subséquent, numéroté « 2 », mais le treizième en fait, durant l'escale à Casablanca, puis sur le navire qui l'emmène à New York. Ce Cahier, « 1 » dans La Connaissance surnaturelle, XII dans la suite complète, est donc en réalité un cahier de l'époque de Marseille, et il en va de même pour une partie des premières pages du Cahier XIII.

### Cahier IV (début septembre - fin octobre 1941)
Avant de partir en vacances dans les Alpes, Weil prépare un nouveau cahier, dont le thème est annoncé par les inscriptions en couverture, soit « la notion de vide et celle d'une unité au-delà de toute forme ». Elle commence par recopier presque intégralement une traduction française du Tao te king parue en 1923, dont le texte a été placé en annexe au volume 2. Elle recopie également, à la fin du cahier, des extraits de l'Agamemnon d'Eschyle, dont les espaces blancs sont remplis de nouvelles réflexions, notées à l'envers, auxquelles s'ajoutent deux poèmes, « Nécessité » et « La porte ». Les premières pages de ce cahier font allusion à la « joie » aussi bien qu'à l'« épuisement dans le travail », et plus généralement au travail comme « exercice spirituel », « expérience mystique » et « poésie », possibilités de titre qu'elle envisage pour un éventuel article sur le sujet. Weil a en effet participé aux vendanges à Saint-Julien-de-Peyrolas, de fin septembre à fin octobre 1941, éprouvant « le temps et l'espace » directement « dans le corps ». Elle avait passé les dix jours précédents au Poët, un petit village des Hautes-Alpes, où elle avait rencontré René Daumal et repris avec lui l'étude du sanscrit. Elle est alors occupée à remplir un petit carnet dont le contenu sera pour l'essentiel recopié à la fin du Cahier IV et au début du Cahier V. Les notations de ce carnet non reprises dans les cahiers sont incluses en annexe. On peut en déduire que le Cahier III a été utilisé jusqu'à son départ pour les Alpes, et que le petit carnet tenu dans les Alpes a servi de version préliminaire aux Cahiers IV et V. Les cahiers commencent ainsi à devenir un véritable atelier de la pensée, contenant des développements considérables et mieux structurés, et ne sont plus seulement des assemblages de notes éparses.

### Cahier V (fin octobre - fin novembre 1941)
Ce cahier est consacré, entre autres, à examiner « le statut de la science moderne face à la philosophie et les raisons de la révérence idolâtre où celle-ci est tenue par l'homme du XXe siècle », thème qui sera repris dans les pages de L'Enracinement. Plusieurs notions développées dans le cahier précédent, comme celles de « hiérarchie verticale » et d'« imagination combleuse de vides », refont leur apparition et structurent toujours davantage la pensée de Weil. Elle recopie les pages du « petit carnet noir » dans lesquelles elle s'interroge sur les problèmes philosophiques qui découlent, selon elle, des théories de la physique moderne, tout particulièrement de la théorie de la relativité d'Einstein et de la notion d'inertie. Elle recopie ensuite une partie du « petit carnet grenat », c'est-à-dire des notes prises pendant ses vacances au Poët. Le reste du cahier est composé de réflexions et de notes de lecture sur la science moderne, confrontant celle-ci à la psychologie et la spiritualité. Elle conclut, en défaveur de la science moderne, que celle-ci n'est qu'un moyen et non une fin en soi, et que « Dieu est l'unique fin ». Les vingt-et-une dernières pages ont été laissées en blanc, ce qui ne correspond pas à l'habitude prise par Weil d'utiliser tout l'espace disponible. Quel sens doit-on donner à ce geste ? Les éditeurs croient que Weil, après avoir constaté l'aveuglement des scientifiques de son temps face à la réalité du transcendant, aurait estimé que le débat était clos, de sorte qu'elle aurait délibérément fermé le cahier pour ne plus y revenir. Mais on peut au contraire penser qu'elle a laissé ces pages blanches justement pour poursuivre le débat : prenant d'abord le temps d'approfondir sa pensée, afin d'ajouter ultérieurement de nouveaux arguments démontrant les limites de la science moderne, elle n'aurait trouvé rien d'autre et laissé le cahier en l'état. 

### Cahier VI (début décembre 1941 - fin janvier 1942)
Après avoir interrogé la science, Weil se consacre à l'étude des textes sacrés, en particulier le Nouveau Testament. Parallèlement à cette étude, elle s'adonne à l'écriture poétique, le Cahier VI offrant les ébauches de deux poèmes, « Les astres » et « La mer », qui portent notamment sur les notions de nécessité et d'obéissance. Des repères, rares mais précis, permettent par ailleurs de dater ce cahier.

### Cahier VII (fin janvier - troisième semaine de février 1942)
La méditation de Simone Weil s'approfondit résolument dans ce cahier : l'exploration des thèmes de la joie, de la beauté, de l'amour et de la réalité montre que son esprit s'est élevé au-dessus des horreurs de la guerre. C'est ce dont témoigne sa correspondance à ce moment, soit vers la troisième semaine de février 1942, alors qu'elle écrit à Gustave Thibon et à Simone Pétrement avoir perdu « le sens » ou « la notion du temps », d'après les lettres citées par les éditeurs. 

### Cahier VIII (dernière semaine de février - début mars 1942)
Contrairement à d'autres cahiers dans lesquelles Weil laisse des repères assez précis, celui-ci pose des difficultés de datation. Au cours de cette période, Weil s'intéresse tout particulièrement aux Essais sur le bouddhisme zen de D. T. Suzuki, sur lesquels René Daumal avait attiré son attention, et dont elle recopie de longs passages dans ce qui deviendra le Cahier XV. Il est également question dans le Cahier VIII, outre le bouddhisme zen, des Grecs, notamment d'Héraclite que Weil dit redécouvrir, du christianisme et du catharisme, la philosophe travaillant à un article sur « l'inspiration occitanienne ».

### Cahier IX (mars 1942)
Les éléments de datation du Cahier IX sont, comme pour le cahier précédent, assez minces. La réflexion de Weil se poursuit sans rupture avec le Cahier VIII ; la philosophe aborde les mêmes questions relatives aux différents courants religieux qu'elle explore, notamment en ce qui concerne la civilisation occitanienne.

### Cahier X (fin mars - mi-avril 1942)
Ce cahier, dans la droite ligne des deux précédents, interroge toujours les liens entre l'hellénisme et le christianisme : des éléments mythiques ou symboliques sont interprétés par la philosophe comme une forme de révélation. Les éditeurs croient pouvoir y lire un « condensé de sa pensée » ou en tout cas une sorte de programme.

### Cahier XI (troisième semaine d'avril 1942)
Les premières pages de ce cahier, poursuivant le travail commencé dans les dernières du précédent, esquissent l'article « Condition première d'un travail non servile », qui sera publié dans La Condition ouvrière, puis dans les Écrits de Marseille. Le cahier XI contient en outre de nombreuses ébauches du cantique de Violetta, l'un des personnages de sa pièce Venise sauvée, une œuvre théâtrale que Weil ne parviendra pas à compléter. Ce cahier, emporté avec le précédent à Carcassonne, cumule plusieurs usages, comme ce fut le cas de quelques autres, voyant se mêler les spéculations théologiques aux ébauches de textes divers. À la fin de ce cahier se trouve le « Prologue » aux fragments que Weil comptait rassembler pour en faire un ouvrage. Le Prologue est un texte à la fois poétique et philosophique qui devait servir d'introduction à une « masse non ordonnée de fragments » portant sur la religion et la spiritualité.
Il entra dans ma chambre et dit : « Misérable qui ne comprends rien, qui ne sais rien. Viens avec moi et je t'enseignerai des choses dont tu ne te doutes pas. » Je le suivis.
Il m'emmena dans une église. Elle était neuve et laide. Il me conduisit en face de l'autel et me dit : « Agenouille-toi. » Je lui dis : « Je n'ai pas été baptisé. » Il dit : « Tombe à genoux devant ce lieu avec amour comme devant le lieu où existe la vérité. » J'obéis.
Il me fit sortir et monter jusqu'à une mansarde d'où l'on voyait par la fenêtre ouverte toute la ville, quelques échafaudages de bois, le fleuve où l'on déchargeait des bateaux. Il me fit asseoir.
Nous étions seuls. Il parla. Parfois quelqu'un entrait, se mêlait à la conversation, puis partait.
Ce n'était plus l'hiver. Ce n'était pas encore le printemps. Les branches des arbres étaient nues, sans bourgeons, dans un air froid et plein de soleil.
La lumière montait, resplendissait, diminuait, puis les étoiles et la lune entraient par la fenêtre. Puis de nouveau l'aurore montait.
Parfois il se taisait, tirait d'un placard un pain, et nous le partagions. Ce pain avait vraiment le goût du pain. Je n'ai jamais plus retrouvé ce goût.
Il me versait et se versait du vin qui avait le goût du soleil et de la terre où était bâtie cette cité.
Parfois nous nous étendions sur le plancher de la mansarde, et la douceur du sommeil descendait sur moi. Puis je me réveillais et je buvais la lumière du soleil.

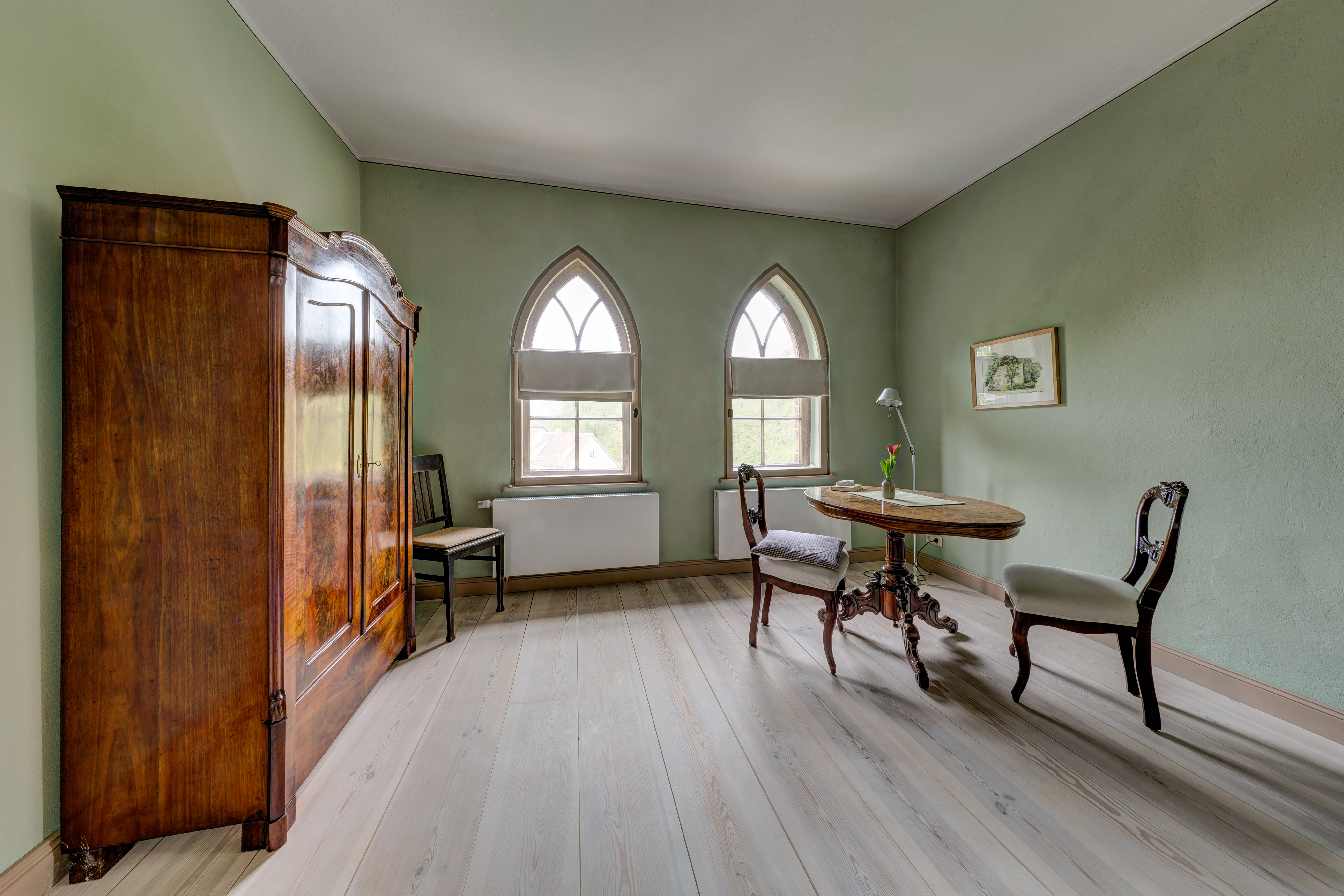
Une chambre de l'abbaye de Heiligengrabe, dans le Brandebourg, en Allemagne.

Il m'avait promis un enseignement, mais il ne m'enseigna rien. Nous causions de toutes sortes de choses, à bâtons rompus, comme font de vieux amis.
Un jour il me dit : « Maintenant va-t'en. » Je tombai à genoux, j'embrassai ses jambes, je le suppliai de ne pas me chasser. Mais il me jeta dans l'escalier. Je le descendis sans rien savoir, le cœur comme en morceaux. Je marchai dans les rues. Puis je m'aperçus que je ne savais pas du tout où se trouvait cette maison.
Je n'ai jamais essayé de la retrouver. Je comprenais qu'il était venu me chercher par erreur. Ma place n'est pas dans cette mansarde. Elle est n'importe où, dans un cachot de prison, dans un de ces salons bourgeois pleins de bibelots et de peluche rouge, dans une salle d'attente de gare. N'importe où, mais non dans cette mansarde.
Je ne peux pas m'empêcher quelquefois, avec crainte et remords, de me répéter un peu de ce qu'il m'a dit. Comment savoir si je me rappelle exactement ? Il n’est pas là pour me le dire.
Je sais bien qu'il ne m’aime pas. Comment pourrait-il m'aimer ? Et pourtant au fond de moi quelque chose, un point de moi-même, ne peut pas s'empêcher de penser en tremblant de peur que peut-être, malgré tout, il m'aime.
Ce texte évoque, de façon métaphorique, l'expérience religieuse de Simone Weil et son « contact réel » avec le Christ. Il dépeint à la fois la réalité indubitable de l'expérience et l'incompréhension qui se mêle à la certitude intérieure, de même que le sentiment d'abandon qui succède à l'expérience, « la nuit noire de l'âme ». Des passages de son « Autobiographie spirituelle », qui est en fait une lettre au Père Perrin, recoupent clairement la description du Prologue. Elle raconte qu'en 1937, à Assise, dans la chapelle (appelée le Portioncule) de la basilique Sainte-Marie-des-Anges, « quelque chose de plus fort que moi m'a obligée, pour la première fois de ma vie, à me mettre à genoux ». Mais c'est à l'abbaye de Solesmes, en 1938, qu'elle vécut une première expérience religieuse de la présence du Christ en elle, qui se répétera par la suite ; elle affirme qu'au cours d'une récitation du poème Love de George Herbert, « le Christ lui-même est descendu et m'a prise », et qu'alors « la pensée de la Passion du Christ est entrée en moi une fois pour toutes ».

## Éditions

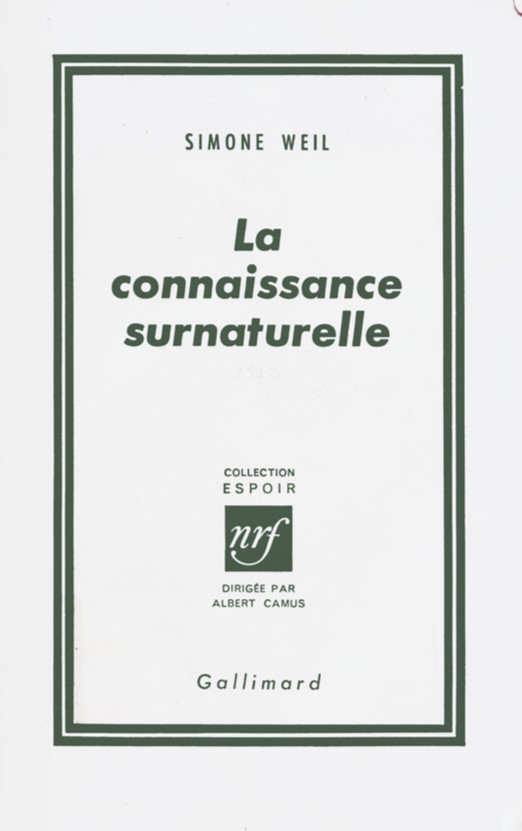
La Connaissance surnaturelle (cahiers d'Amérique et notes écrites à Londres), 1950.

Des fragments des Cahiers de Marseille ont été publiés sous le titre La Pesanteur et la Grâce en 1947 chez Plon. L'ouvrage, le premier paru sous le nom de Simone Weil, contient une sélection, faite par Gustave Thibon, d'extraits des cahiers que Weil lui avait confiés. Robert Chenavier précise dans un entretien que certains de ces « aphorismes montés, découpés, triturés par Gustave Thibon » ne se trouvent pas, ou pas tels quels, dans les Cahiers, et reflètent plutôt des propos que Weil aurait tenus à Thibon, d'après le témoignage même de ce dernier ; l'entreprise de publication des œuvres de Simone Weil était ainsi, ajoute-t-il, « très mal partie ».
Une édition en trois tomes, parus en 1951, 1953 et 1956 chez Plon sous le titre Cahiers 1, 2, et 3, rassemble les onze premiers cahiers ; une réédition revue et augmentée de chacun des tomes paraît en 1970, 1972 et 1975. Les sept derniers cahiers ont paru dans la collection « Espoir » chez Gallimard en 1950 sous le titre La Connaissance surnaturelle. Les publications des années 1950 s'appuient sur les textes qu'avait recopiés la mère de Simone Weil pour Plon et Gallimard. Reprenant ces textes tout en les vérifiant sur les manuscrits originaux, une édition critique de l'intégralité des cahiers en quatre volumes, constituant le tome VI des Œuvres complètes de Simone Weil, est publiée chez Gallimard en 1994 (cahiers I à III, incluant deux cahiers inédits), 1997 (cahiers IV à VII), 2002 (cahiers VIII à XII) et 2006 (cahiers XIII à XVIII). Les textes du premier volume (1994) ont été établis et présentés par Alyette Degrâces, Pierre Kaplan, Florence de Lussy (d) et Michel Narcy ; les textes du second (1997) et du troisième (2002) par Alyette Degrâces, Marie-Annette Fourneyron, Florence de Lussy et Michel Narcy ; ceux du quatrième (2006) par Marie-Annette Fourneyron, Florence de Lussy et Jean Riaud (d). Les cahiers VI et XIV ont par ailleurs été publiés dans le volume anthologique des Œuvres édité en 1999 sous la direction de Florence de Lussy.

#### Éditions
- Simone Weil, La Connaissance surnaturelle, Paris, Gallimard, coll. « Espoir », 1950.
- Simone Weil, Cahiers, 3 tomes, Paris, Plon, coll. « L'épi », 1951, 1953 et 1956, rééd. 1970, 1972 et 1975.
- Simone Weil, Œuvres complètes, tome VI, Cahiers :
  - volume 1 : 1933-septembre 1941, Paris, Gallimard, 1994 (cahiers I à III et cahiers inédits I et II) ;
  - volume 2 : Septembre 1941-février 1942, Paris, Gallimard, 1997 (cahiers IV à VII) ;
  - volume 3 : Février 1942-juin 1942 : La porte du transcendant, Paris, Gallimard, 2002 (cahiers VIII à XII) ;
  - volume 4 : Juillet 1942-juillet 1943 : La connaissance surnaturelle (Cahiers de New York et de Londres), Paris, Gallimard, 2006 (cahiers XIII à XVIII).

#### Traductions
- (de) Simone Weil, Aufzeichnungen. Übersetzung von Elisabeth Edl und Wolfgang Matz, Bd. 1-4, 1. Auflage München, Carl Hanser Verlag, 1991/1993/1996/1998; 2. Auflage 2017.
- (en) The Notebooks of Simone Weil. Translated from the French by Arthur Wills, London, Routledge, 2014.
- (it) Simone Weil, Quaderni. Traduzione di Giancarlo Gaeta, 4 volumi, Milano, Adelphi, 2002.
- (es) Simone Weil, Cuadernos. Traducción: Carlos Ortega, Madrid, Editorial Trotta, 2001.
- (ja) Simone Weil, カイエ / Kaie, 富原, 真弓, 山崎, 庸一郎, 原田, 佳彦, 田辺, 保, 川口, 光治 / Mayumi Tomihara, Yoichiro Yamazaki, Yoshihiko Harada, Tamotsu Tanabe, Koji Kawaguchi. みすず書房, 東京 / Misuzu Shobo, Tokyo, 1998.

#### Littérature secondaire
- Gilbert Kahn (dir.), Simone Weil. Philosophe, historienne et mystique, Paris, Aubier Montaigne, coll. « Présence et pensée », 1978.
- Tasnîm Tirkawi, La Pensée sur la page. L'expérience du carnet chez Simone Weil, Les Presses de l'Université Laval, 2021 ; ce livre est issu d'un mémoire de maîtrise (lire en ligne [PDF])
- Miklós Vető, « [Compte rendu de] Simone Weil, Œuvres complètes. Sous la direction d'André A. Devaux et de Florence de Lussy. Tome VI. Cahiers. Volume 4 (juillet 1942-juillet 1943). La connaissance surnaturelle », Revue philosophique de Louvain, quatrième série, t. 105, no 4,‎ 2007, p. 734-737 (lire en ligne)
- Miklós Vető, La Métaphysique religieuse de Simone Weil, Paris, L'Harmattan, coll. « Ouverture philosophique », 2014 (3e édition).
- Simone Weil, Œuvres, Paris, Gallimard, coll. « Quarto », 1999.
- Simone Weil, Œuvres complètes, tome IV, Écrits de Marseille :
  - volume 1 : Philosophie, science, religion, questions politiques et sociales (1940-1942), Paris, Gallimard, 2008 ;
  - volume 2 : Grèce, Inde, Occitanie (1941-1942), Paris, Gallimard, 2009.